# Slasherman – Random Acts of Violence
Slasherman – Random Acts of Violence ist ein 2019 veröffentlichter Horrorfilm. Er basiert auf dem Comic Random Acts of Violence von Justin Gray und Jimmy Palmiotti.

## Inhalt
Der Comicautor Todd Walkley und sein Freund Ezra erstellen ein Comicbuch, das auf einem echten Serienmörder namens Slasherman basiert. Auf einer Pressetour wollen sie die Veröffentlichung ihrer letzten Ausgabe ankündigen. Sie besuchen die Stadt, in der der echte Slasherman zwanzig Jahre zuvor die Morde begangen hatte. Bei ihrer Ankunft spielt sich eine Reihe neuer Morde ab. Die Morde sind den Seiten des Comicbuchs von Todd sehr ähnlich. Über die Identität des mysteriösen Mörders bauen sich Spekulationen und Paranoia auf.

## Produktion
Im Juli 2018 wurden Jesse Williams, Jordana Brewster und Niamh Wilson in der Hauptrolle der Besetzung bekannt gegeben. Williams wurde als Todd Walkley besetzt, dem Schöpfer der fiktiven Comicfigur Slasherman. Brewster wird seine Freundin Kathy spielen, Wilson wird seine Assistentin Aurora spielen und Baruchel wurde auch als Todds bester Freund Ezraz bestätigt. Gefilmt wurde es im August 2018 in Toronto und es dauerte bis September 2018. Oktober 2018 arbeitete Jay Baruchel den Schnitt des Films.

## Veröffentlichung
Der Film feierte am 19. September 2019 beim Fantastic Fest 2019 seine Premiere. Elevation Pictures veröffentlichte den Film am 31. Juli 2020 in Kanada, bevor er am 20. August 2020 in den USA auf Shudder veröffentlicht wurde.

## Kritiken
Auf der Webseite Rotten Tomatoes hat der Film eine Bewertung von 56 % basierend auf 71 Kritiken und eine durchschnittliche Bewertung von 5,60/10. Bei Metacritic hat der Film eine durchschnittliche Punktzahl von 39 von 100 basierend auf acht Kritikern.